# Anna Pasiarová
Anna Pasiarová, po mężu Gajancová (ur. 18 grudnia 1949 w Matlarach) – słowacka biegaczka narciarska reprezentująca Czechosłowację, zawodniczka klubu CH Štrbské Pleso.

## Kariera
W Pucharze Świata zadebiutowała 9 stycznia 1982 roku w Klingenthal, zajmując trzecie miejsce w biegu na 10 km. Tym samym nie tylko zdobyła pierwsze pucharowe punkty, ale też w pierwszych w historii zawodach tego cyklu stanęła na podium. W zawodach tych wyprzedziły ją jedynie jej rodaczka, Květa Jeriová oraz Norweżka Brit Pettersen. W kolejnych startach jeszcze trzy razy plasowała się w najlepszej trójce: 12 marca 1982 roku w Holmenkollen była trzecia w biegu na 20 km, 9 grudnia 1983 roku w Reit im Winkl była druga w biegu na 5 km, a 17 grudnia 1983 roku w Autrans zajęła drugie miejsce na dystansie 10 km. Najlepsze wyniki osiągnęła w sezonie 1981/1982, kiedy zajęła szóste miejsce w klasyfikacji generalnej.
W 1976 roku wzięła udział w igrzyskach olimpijskich w Innsbrucku, gdzie była szósta w sztafecie, trzynasta w biegu na 10 km i piętnasta w biegu na 5 km. Na rozgrywanych osiem lat później igrzyskach w Sarajewie zajęła 27. miejsce w biegu na 10 km i 16. miejsce na dystansie 20 km. Wystąpiła też między innymi na mistrzostwach świata w Oslo w 1982 roku, zajmując piąte miejsce w sztafecie, szóste w biegu na 5 km oraz ósme w biegu na 10 km.

## Osiągnięcia

### Igrzyska olimpijskie
| Miejsce | Dzień     | Rok  | Miejscowość | Konkurencja             | Czas biegu | Strata   | Zwyciężczyni           |
| ------- | --------- | ---- | ----------- | ----------------------- | ---------- | -------- | ---------------------- |
| 15.     | 7 lutego  | 1976 | Innsbruck   | 5 km stylem klasycznym  | 15:48,69   | +1:06,30 | Helena Takalo          |
| 13.     | 10 lutego | 1976 | Innsbruck   | 10 km stylem klasycznym | 30:13,41   | +1:31,60 | Raisa Smietanina       |
| 6.      | 12 lutego | 1976 | Innsbruck   | Sztafeta 4 × 5 km       | 1:07:49,75 | +3:38,08 | ZSRR                   |
| 27.     | 9 lutego  | 1984 | Sarajewo    | 10 km stylem klasycznym | 31:44,2    | +2:51,7  | Marja-Liisa Hämäläinen |
| 16.     | 18 lutego | 1984 | Sarajewo    | 20 km stylem klasycznym | 1:01:45,0  | +3:50,7  | Marja-Liisa Hämäläinen |

### Mistrzostwa świata
| Miejsce | Dzień     | Rok  | Miejscowość | Konkurencja             | Czas biegu | Strata   | Zwyciężczyni    |
| ------- | --------- | ---- | ----------- | ----------------------- | ---------- | -------- | --------------- |
| 14.     | 18 lutego | 1978 | Lahti       | 10 km stylem klasycznym | 37:01,72   | +1:50,00 | Zinaida Amosowa |
| 18.     | 20 lutego | 1978 | Lahti       | 5 km stylem klasycznym  | 18:53,50   | +1:14,70 | Helena Takalo   |
| 6.      | 22 lutego | 1978 | Lahti       | Sztafeta 4 × 5 km       | 1:13:25,08 | +2:00,30 | Finlandia       |
| 8.      | 19 lutego | 1982 | Oslo        | 10 km stylem dowolnym   | 29:25,9    | +1:07,8  | Berit Aunli     |
| 6.      | 21 lutego | 1982 | Oslo        | 5 km stylem dowolnym    | 14:30,2    | +29,6    | Berit Aunli     |
| 5.      | 24 lutego | 1982 | Oslo        | Sztafeta 4 × 5 km       | 1:02:15,9  | +1:19,0  | Norwegia        |

### Puchar Świata

#### Miejsca w klasyfikacji generalnej
- sezon 1981/1982: 6.
- sezon 1982/1983: 9.
- sezon 1983/1984: 13.

#### Miejsca na podium
| Nr | Dzień      | Rok  | Miejscowość   | Konkurencja             | Czas biegu | Miejsce | Strata | Zwyciężczyni           |
| -- | ---------- | ---- | ------------- | ----------------------- | ---------- | ------- | ------ | ---------------------- |
| 1. | 9 stycznia | 1982 | Klingenthal   | 10 km stylem klasycznym | ?          | 3.      | ?      | Květa Jeriová          |
| 2. | 12 marca   | 1982 | Holmenkollen  | 20 km stylem klasycznym | 1:01:17,7  | 3.      | +19,5  | Brit Pettersen         |
| 3. | 9 grudnia  | 1983 | Reit im Winkl | 5 km stylem klasycznym  | ?          | 2.      | ?      | Květa Jeriová          |
| 4. | 17 grudnia | 1983 | Autrans       | 10 km stylem dowolnym   | ?          | 2.      | ?      | Marja-Liisa Hämäläinen |